# مستشفى بنسلفانيا
مستشفى بنسلفانيا (بالإنجليزية: Pennsylvania Hospital)‏ هو مستشفى تعليمي خاص، غير ربحي، يقع في قلب مدينة فيلادلفيا، ويعد أقدم مستشفى ما زال قائمًا إلى اليوم في الولايات المتحدة.

## تاريخ المستشفى
أُسس المستشفى في 11 مايو 1751 على يد بنجامين فرانكلين والدكتور توماس بوند، وكان وقتها أول مستشفى في المستعمرات الأمريكية.

## حاضر المستشفى
يشكل مستشفى بنسلفانيا حاليًا جزءًا من منظومة جامعة بنسلفانيا الصحية، ويضم 534 سريرًا. وقد كان المستشفى مقرًا لأول مدرج جراحي وأول مكتبة طبية في الولايات المتحدة.

## من مشاهير أطباء المستشفى
- بنجامين راش: أحد الآباء المؤسسين للولايات المتحدة الأمريكية. عمل بالمستشفى بين عامي 1783 و 1813.[7]
- جيم إيفرت كوب: جرّاح عموم الولايات المتحدة بين عامي 1982 و 1989، عمل طبيبًا مقيمًا بمستشفى بنسلفانيا.[8]
- ويليام غلين: جراح قلب أمريكي، شارك في ابتكار نسخة مبكرة من القلب الاصطناعي. قضى فترة تدريبه بالمستشفى.